# ورقة الرسائل
ورقة الرسائل، أو ورقة البريد، مصطلح من مصطلحات هواة جمع الطوابع، وهي عبارة عن ورقة يمكن طيّها وإغلاقها عادةً (استعملت غالباً بالشمع المختوم في القرنين الثامن عشر والتاسع عشر)، وإرسالها بالبريد دون استخدام مظروف، أو يمكن أن تكون أيضاً قطعة مماثلة من القرطاسية البريدية التي تصدرها هيئة البريد. اشتُق اسم أوراق الرسائل من الشكل الذي كانت تُصنع به المراسلات المكتوبة قبل منتصف القرن التاسع عشر - كانت الرسائل تُكتب على ورقة أو أكثر من الورق الذي كان يُطوى ويُختم بطريقة يمكن كتابة العنوان من الخارج. وقد استُخدم مصطلح ورقة الرسائل لوصف الرسائل الورقية المطوية غير المختومة التي كانت تُستخدم قبل شيوع المظاريف. وقد أطلقت الأبحاث الأكاديمية ومبادرات الحفظ الحديثة على هذه الخطابات المطوية والمختومة مصطلح "مظاريف الرسائل"،; ومع ذلك، لا يُعرف وجود سوى عدد قليل نسبيًا من الأمثلة المبكرة، مثل مجموعة برين (1689-1706) في لاهاي. لم تكن الأظرف تُستخدم كثيرًا قبل النصف الثاني من القرن التاسع عشر، وذلك لأن معظم البلدان كانت تحتسب أسعار البريد في معظم البلدان على الورقة الإضافية التي يتكون منها المظروف، مما أدى إلى زيادة تكلفة الإرسال البريدي عند استخدام المظروف. بينما أوراق الرسائل المدفوعة مسبقًا التي يصدرها موظفوا البريد هي قرطاسية بريدية لأنها تحمل طوابع مطبوعة أو علامات تشير إلى الدفع المسبق، على عكس الطوابع اللاصقة التي تطبعها السلطات البريدية فقط. كما أن أوراق الرسائل التي تتطلب طوابع بريدية مطبوعة من قبل شركات خاصة لا تملك عادةً أي سلطة على الدلالة المدفوعة مسبقاً، لذلك يجب دفع رسوم البريد بالوسائل العادية بأسعار البريد العادية. وقد أصدرت معظم السلطات البريدية في معظم البلدان أوراق رسائل حقيقية في مرحلة ما؛ إلا أن معظمها توقف عن استخدامها، إلا في شكل رسالة جوية مظروفة، بسبب رواج الأظرف.

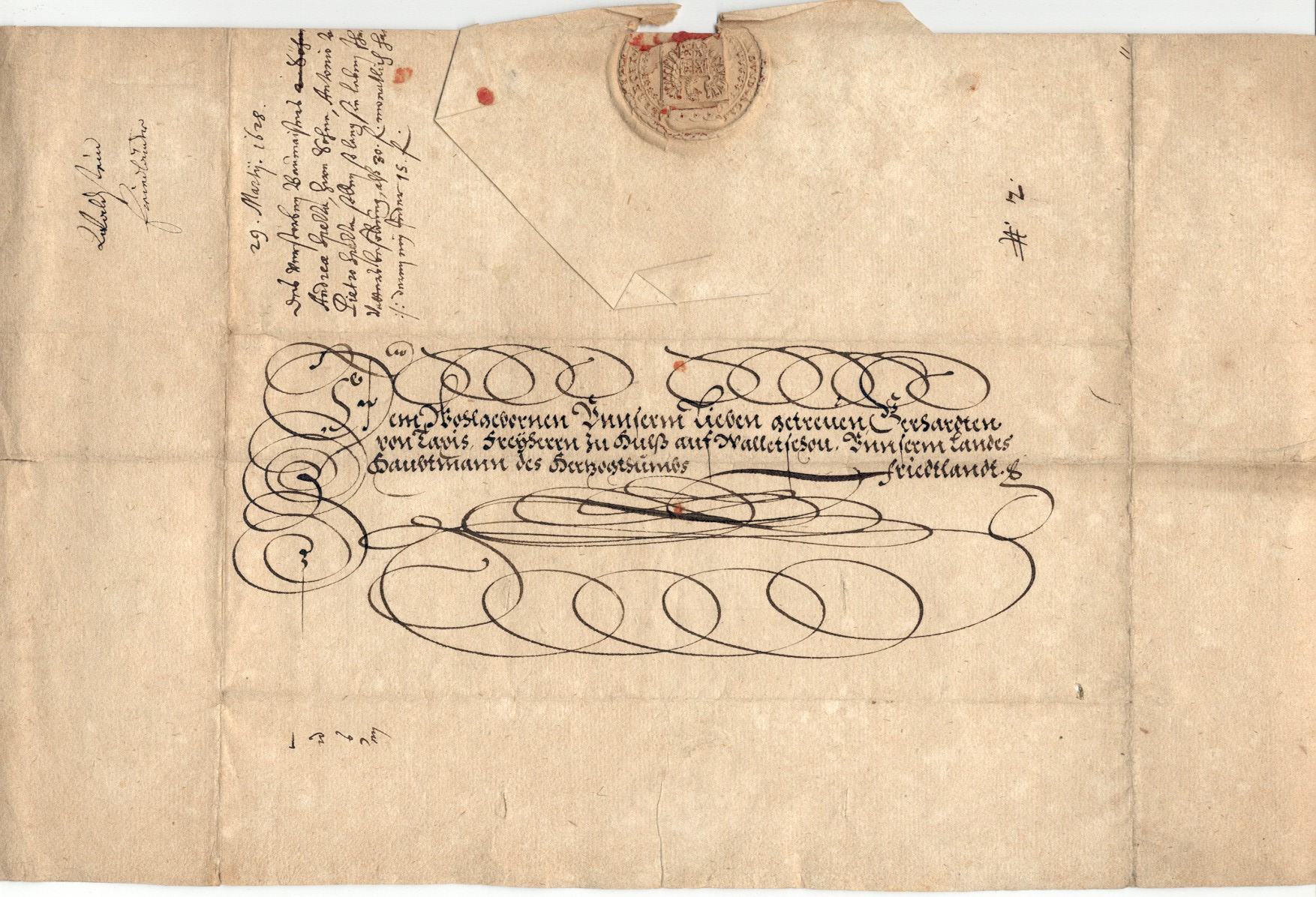
ورقة رسالة

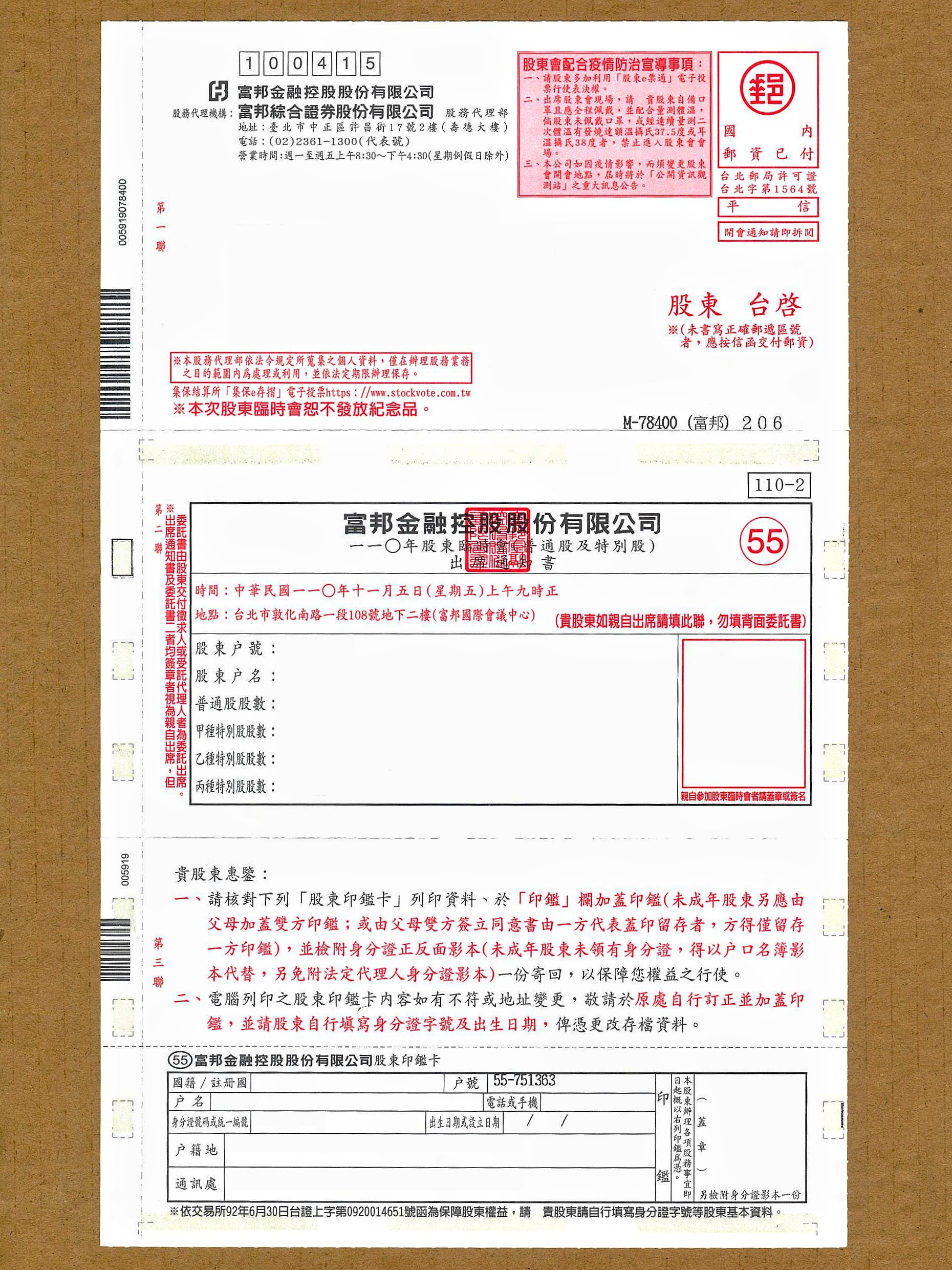
ورقة رسائل مستعملة في 2021

## التاريخ
يُعتقد أن أول قطعة قرطاسية بريدية أصدرتها الحكومة هي صحيفة رسائل AQ التي صدرت عام 1608 وتظهر فيها شعار البندقية. وفي عام 1790 أصدرت لوكسمبورغ ورقة رسائل من فئة 25 سنتاً. ثم طبع ناشرو الصحف البريطانية طوابع بريدية ملونة على ورق زودتهم به الحكومة في الفترة ما بين 1712-1870، وأصدرت أستراليا صحيفة رسائل قبل عامين من إصدار صحيفة رسائل مولريدي في عام 1840. وخلال هذه الفترة كانت الأظرف نادراً ما تستخدم. وأصدرت نيو ساوث ويلز الجنوبية أوراق خطابات مدفوعة مسبقًا في عام 1838 بطوابع منقوشة غير محلاة (مما يجعل من الصعب رؤيتها) لدفع رسوم البريد مسبقًا داخل مدينة سيدني.

### الإصلاحات البريدية البريطانية لعام 1840
طُرحت أوراق خطابات الرسائل المدفوعة مسبقًا في المملكة المتحدة لبريطانيا العظمى وأيرلندا في نفس الوقت الذي طُرحت فيه أول طوابع بريدية للاستخدام في 6 مايو 1840. كان جزء من الإصلاحات البريدية التي قام بها رولاند هيل هو إدخال أوراق الخطابات والمغلفات المدفوعة مسبقًا التي صممها الفنان ويليام مولريدي، الذي ارتبط اسمه دائمًا بأول أوراق الخطابات والمغلفات هذه. وبنفس الطريقة التي صدرت بها طوابع البريد الأولى بقيمتين (بنس أسود وبنسين أزرق) صدرت أوراق الخطابات والأظرف بقيمتي بنس واحد وبنسين بنفس اللونين الأسود والأزرق مثل طوابع البريد ذات القيمة نفسها.

تضمن التصميم صورة لبريطانيا في أعلى الوسط مع درع وأسد متكئ محاطين على الجانبين بتمثيل لقارتي آسيا وأمريكا الشمالية مع أشخاص يقرأون بريدهم في الزاويتين السفليتين. توقع رولاند هيل أن تحظى أوراق الرسائل بشعبية أكبر من الطوابع البريدية لكن الطابع البريدي كان هو السائد. أنتج مصنعو القرطاسية العديد من الرسوم الكاريكاتورية التي هددتهم ورقة الرسائل الجديدة في معيشتهم. وبعد ستة أيام فقط من طرحها، في 12 مايو، كتب هيل في يومياته: 
| ورقة الرسائل | أخشى أننا يجب أن نستبدل طابعًا آخر بهذا التصميم الذي صممه مولريدي، فقد أظهر الجمهور استخفافه بل ونفوره من الجمال. | ورقة الرسائل |

في غضون شهرين، اتخذ قرار باستبدال المطبوعات التي صممها مولريدي وكانت في الأساس حماقة!

### فترة القرن التاسع عشر في الولايات المتحدة الأمريكية
خلال الحرب الأهلية الأمريكية، في أغسطس 1861، أصدرت الولايات المتحدة الأمريكية ورقتين مختلفتي الحجم من أوراق الرسائل، وكان كلاهما يحملان نفس تصميم الطابع المطبوع عليه ثلاثة سنتات. كانت ورقة الرسائل ذات الحجم الصغير الوردي على ورقة الرسائل ذات اللون الأزرق الفاتح (205 × 296 مم) مخصصة لمراسلات السيدات، أما الحجم الأكبر (256 × 405 مم) فقد صُممت للجنود، ظاهريًا كورقة كتابة مريحة دون العبء الإضافي لتأمين الطوابع. لم يتحقق الاستخدام المقترح، على الرغم من أن الأسلوب عملي، ولكن سحبت وقتها من سوق المبيعات في أبريل 1864. وعلى الرغم من المحاولة الفاشلة لتعميم أوراق الرسائل في عام 1861، تم إصدار أوراق رسائل من فئة السنتين، تحمل صورة الرئيس يوليسيس غرانت في 18 أغسطس 1886. وقد أُنتجت آخر مرة في عام 1894، ولكن استمرت المبيعات البطيئة لأوراق الخطابات حتى عام 1902. ولم تُنتج الولايات المتحدة أي منها منذ ذلك الحين، بخلاف أوراق الرسائل الجوية المظروفة التي أصبحت متاحة في عام 1947 ثم توقفت كذلك في عام 2006. نشرت بطاقات البريد المصورة التي طبعت بشكل خاص من قبل العديد من أصحاب المكتبات في مدينة نيويورك ومدن أخرى. ولقد صُممت أوراق الخطابات هذه، التي كانت في الغالب تُظهر مناظر من عين الطائر ومشاهد من الشوارع، للامتثال للوائح البريدية التي كانت تستند، مثل المملكة المتحدة، إلى عدد الأوراق، لكنها كانت تتحايل عليها. كانت أوراق الخطابات هذه شائعة بسبب حجمها الذي يبلغ 8.5 × 21 بوصة والتي يمكن طيها إلى نصفين، مما يوفر أربع صفحات للكتابة ولكن مكتب البريد كان يعتبرها ورقة واحدة.

### بطاقات البريد الجوي

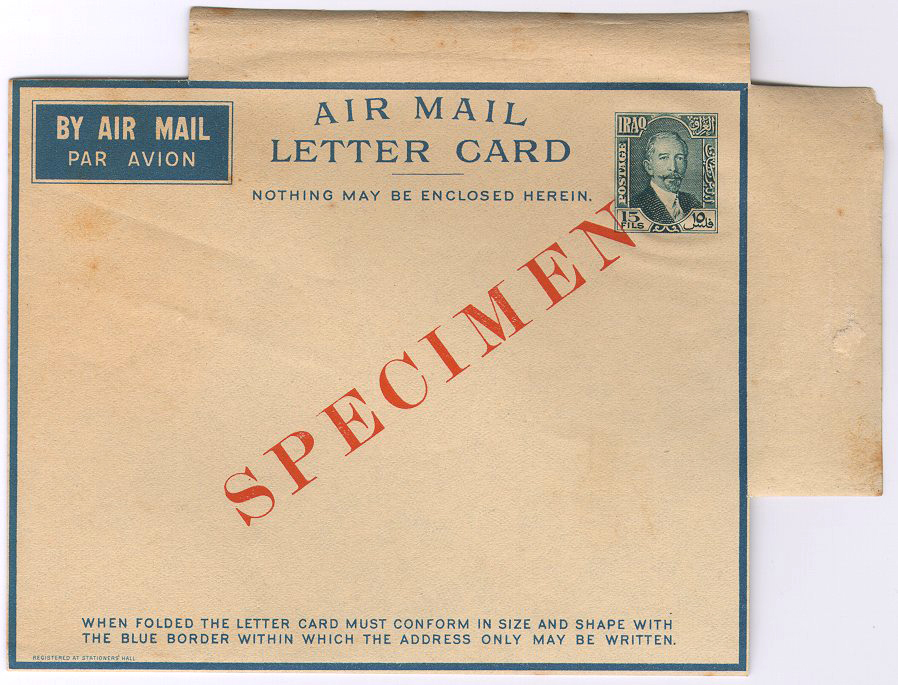
أول نموذج للبطاقة الجوية المظروفة طبع في العراق عام 1933 وكان عليها صورة طابع لملك العراق فيصل الأول وطبعها برادبري ويلكنسون

كانت القرطاسية الخاصة تحتوي على أوراق رقيقة من الورق تسمى بطاقات الرسائل الجوية متوفرة في العراق منذ عام 1933. كانت الأوراق مطوية بحجم الحدود الزرقاء، وكانت مصمغة الأطراف لإغلاق الورقة. أدرك دوغلاس غمبلي، مدير البريد في حكومة العراق في عقد الثلاثينيات من القرن العشرين، أن هناك حاجة إلى شكل خفيف الوزن لاستخدامه في الخدمات الجوية المتطورة في منطقة الشرق الأوسط وعبره، لأن البريد البري العادي كان يحتسب بالوزن ويتفاوت في الحجم، وبدا أنه مكلف للغاية بالنسبة لخدمة البريد الجوي. وسجل حقوق الطبع والنشر للمنتج بنفسهِ شخصياً في فبراير 1933 واستُخدم أولاً في العراق ثم في فلسطين تحت الانتداب البريطاني حيث كان دوغلاس غمبلي مسؤولاً عن الشؤون البريدية في أواخر عقد الثلاثينيات.

### رسائل الحرب العالمية الثانية
في أوائل عام 1941، أدخلت المملكة المتحدة نماذج رقيقة وخفيفة الوزن مخصصة للاستخدام من قبل قواتها العسكرية في الخارج. عُرفت باسم أوراق الرسائل الجوية، وكانت تشغل مساحة أقل بكثير من الرسائل العادية، وبحلول شهر أغسطس امتد استخدام هذه الرسائل المظروفة ليشمل المدنيين. واستخدمت اتصالات أسرى الحرب من خلال الصليب الأحمر أوراق رسائل خاصة مكتوب عليها بريد جوي لأسرى الحرب باللغتين الإنجليزية والألمانية أو اليابانية مع إشارة 2½ دولار. كانت أوراق الرسائل الجوية الخاصة بالقوات مصنفة بثلاثة دولارات بينما كانت النسخة المدنية مطبوع عليها طابع 6 دولارات. وقد اعتمدت عدة دول أخرى نموذج أوراق الرسائل البريطانية أثناء الحرب، بينما أدخلتها العديد من الدول الأخرى بعد الحرب. ومن الغريب أن سعر الرسالة الجوية البريطانية البالغ 6 دولارات ظل ساريًا حتى عام 1966 بينما زادت الأسعار البريدية الأخرى. وأصدرت بعض معسكرات أسرى الحرب الألمان ومعسكرات الاعتقال الألمانية أوراق رسائل خاصة بها ليستخدمها النزلاء. وقرب نهاية الحرب العالمية الثانية، طبع ما لا يقل عن ثمانية أوراق رسائل بريدية ألمانية مزورة من طراز فيلدبوست من قبل منظمة الأمن القومي في عملية كورنفليكس لإضعاف معنويات المحور خلال أواخر عام 1944 و1945.

### بطاقات البريد الجوي الحديثة

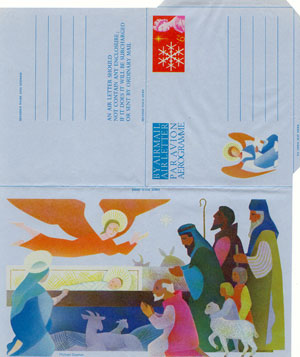
بطاقة بريد جوي (بوجه واحد من وجهين) استعملت في عام 1967

إن بطاقات البريد الجوي الأيروغرام، وتُكتب أيضاً aérogramme أو aerogramme أو رسالة جوية مظروفة، المصنوعة أيضاً من ورق خفيف الوزن، هو المعادل الحديث لورقة رسائل الحرب العالمية الثانية ويصدره معظم مشغلي البريد مدفوع الثمن مسبقاً، على الرغم من أن أيرلندا ونيوزيلندا وروديسيا أصدرته بدون إشارة تتطلب إضافة طابع بريدي قبل إرساله. وقد اعتمد الاتحاد البريدي العالمي مصطلح الأيروغرام aérogramme، وهي الكلمة الفرنسية التي تعني الرسالة الجوية المظروفة، وذلك خلال المؤتمر الثالث عشر للاتحاد البريدي الذي عقد في بروكسل في الفترة 1951-1952، وجميع الدول تكتب ذلك على أوراق رسائل البريد الجوي باستثناء المملكة المتحدة التي لا تزال تستخدم مصطلح الرسالة الجوية. ومع ذلك، ليست كل أوراق الخطابات رسائل جوية. فقد أصدرت كوبا، على سبيل المثال، عددًا من أوراق الرسائل الملونة التي صُممت للاستخدام الداخلي غير البريد الجوي في كوبا.

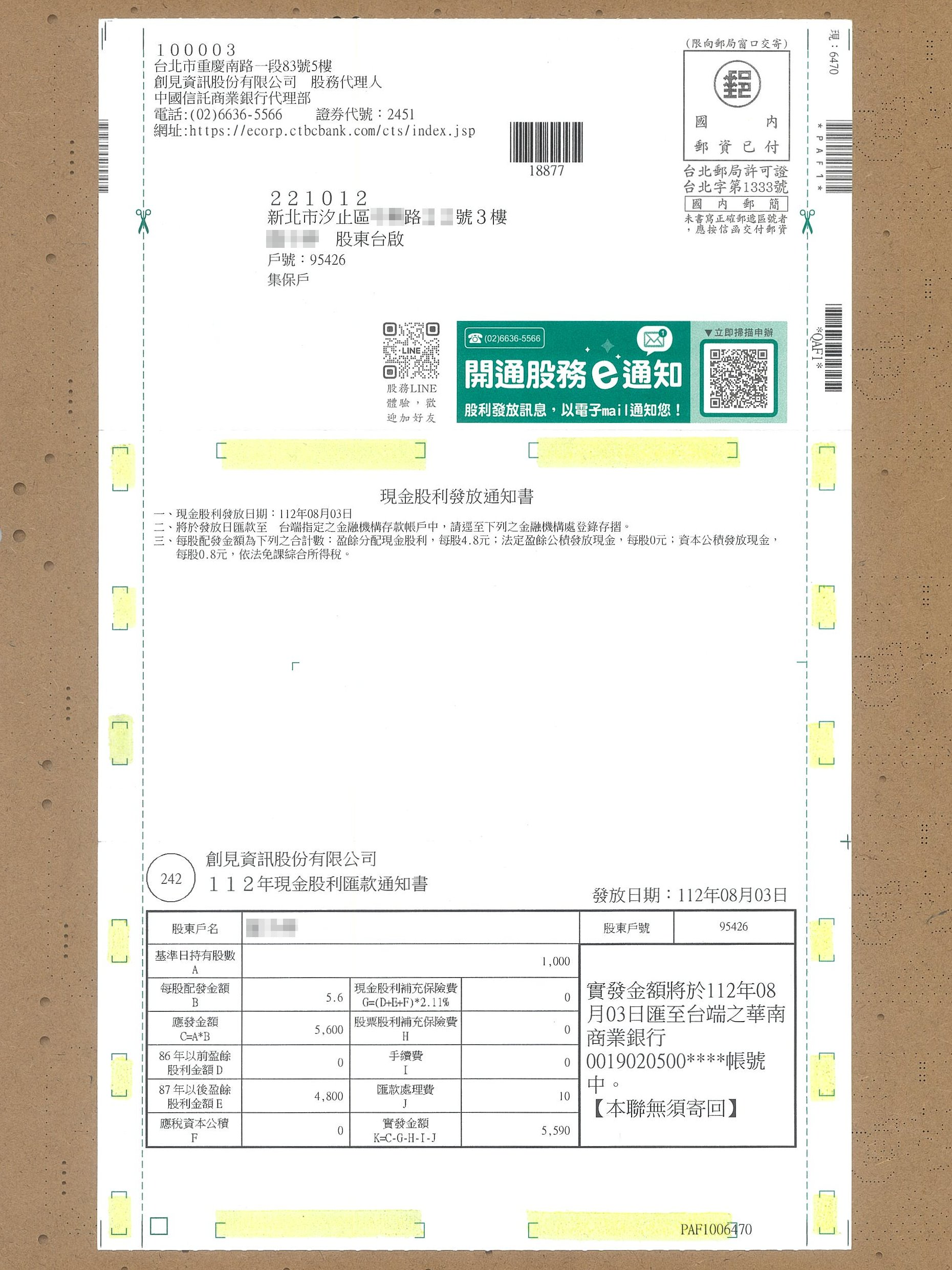
ورقة رسائل حديثة مطبوعة بلغة آسيوية

## معرض الصور

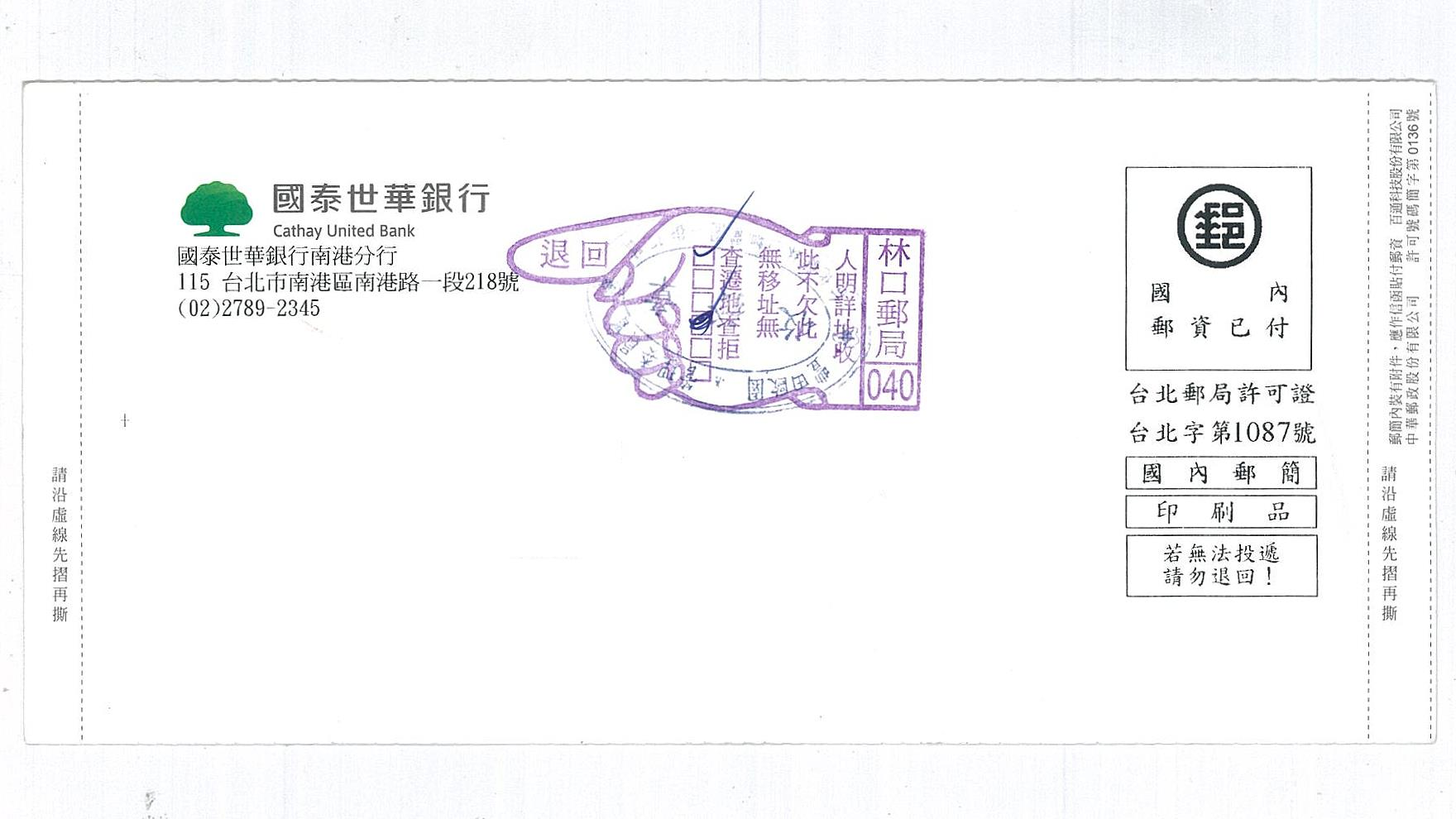
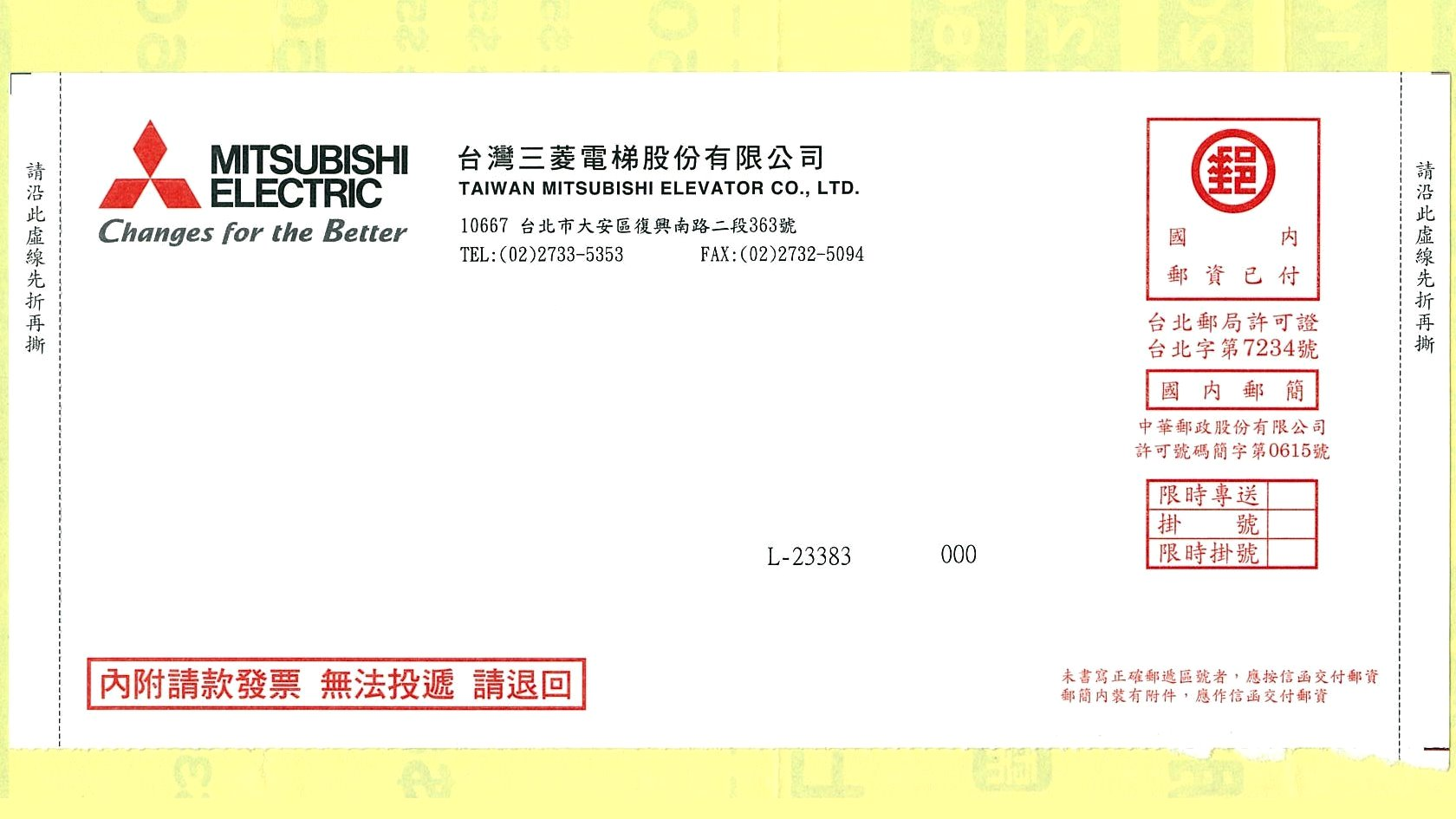
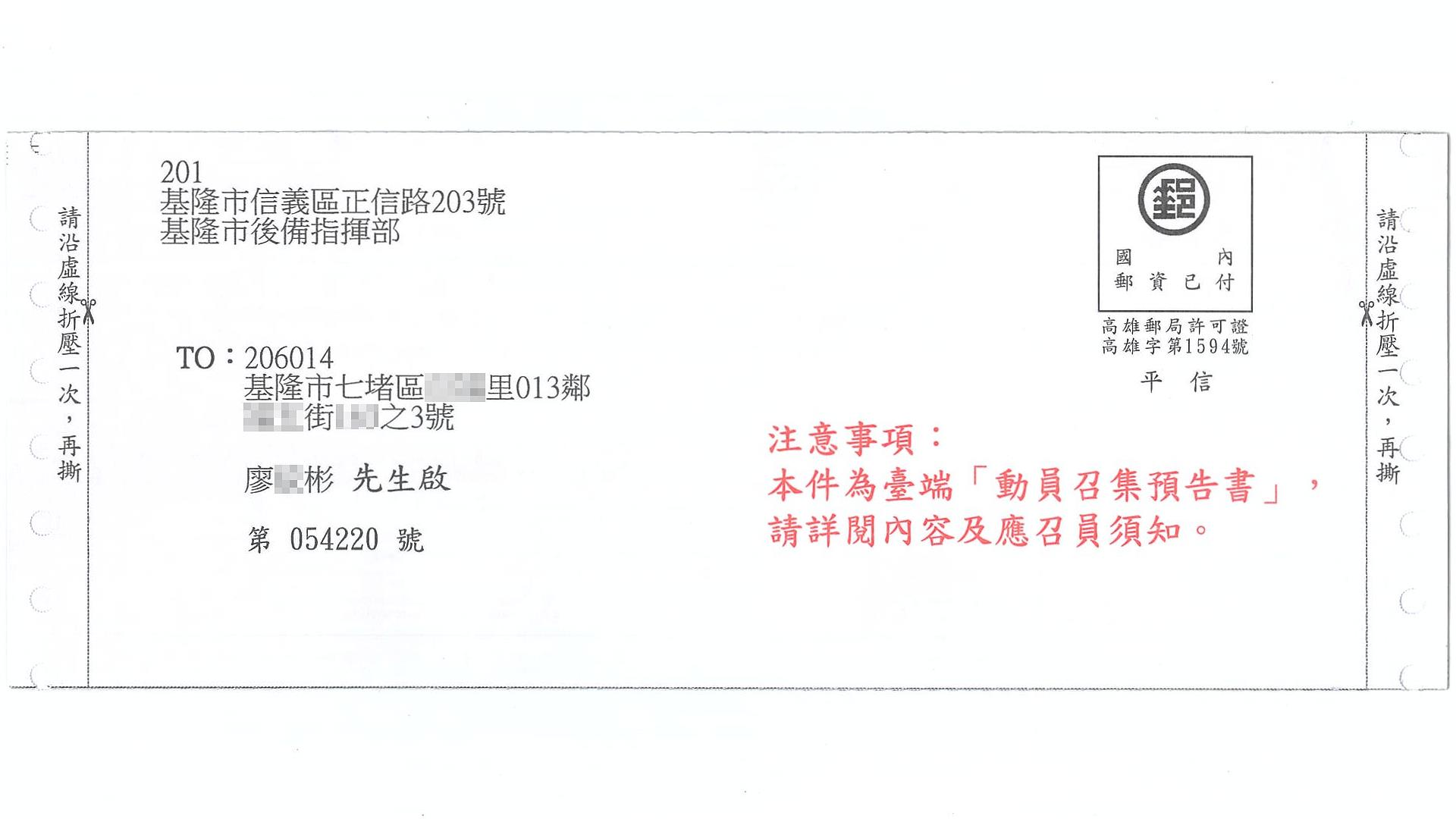
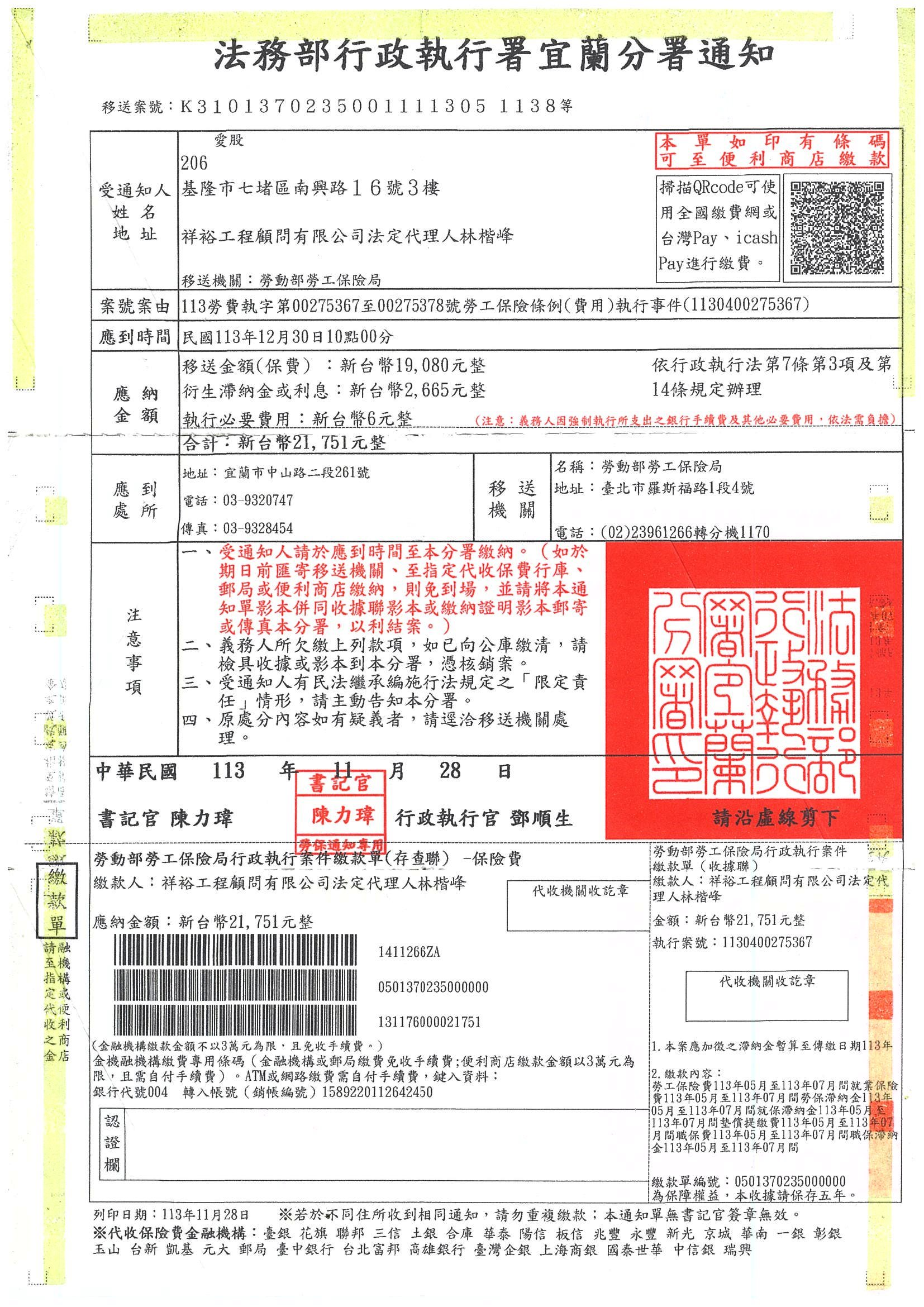
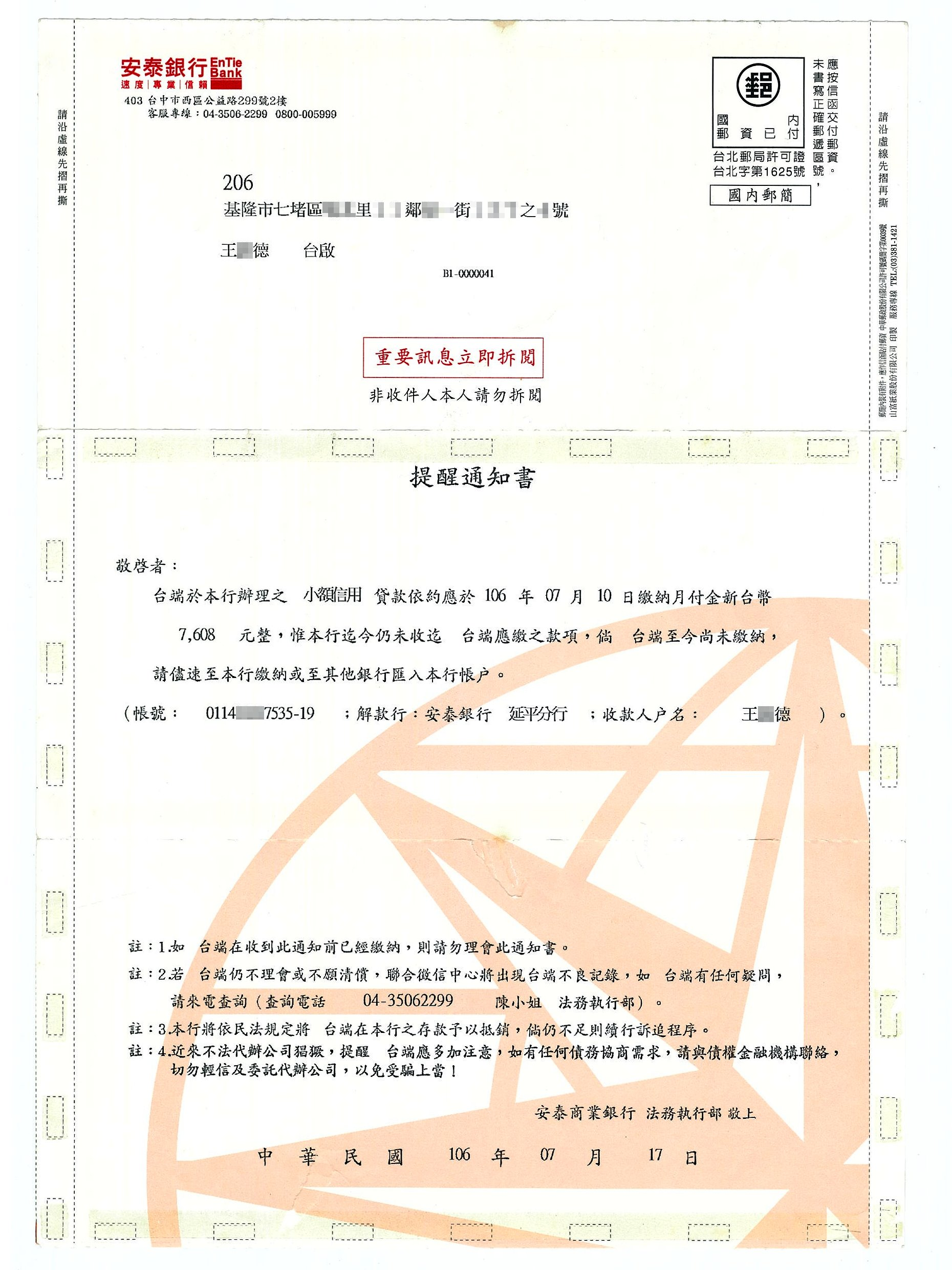

## روابط خارجية
- 1d Mulready Lettersheet
- 2d Mulready Lettersheet
- Mulready Stationery
- National Postal Museum, Washington, D.C.
- Mulready example page VolII
- Mulready example page VolIX